# Roselin du Sinaï
Carpodacus synoicus
Espèce
Répartition géographique
Statut de conservation UICN

 LC  : Préoccupation mineure
Le Roselin du Sinaï (Carpodacus synoicus) est une espèce de passereaux appartenant à la famille des Fringillidae.

## Distribution
On retrouve cette espèce, comme son nom l'indique, au Sinaï, mais aussi dans la moitié Sud d'Israël, dans l'Ouest de la Jordanie et au Nord-Ouest de l'Arabie saoudite. Il existe une petite poche d'individus isolés à la frontière entre l'Égypte et le Soudan.

## Habitat
Le roselin du Sinaï fréquente les déserts rocailleux de montagnes, les oueds, les ravins et les ruines, transitant vers les plateaux et les dunes parsemées de buissons en hiver mais toujours avec un accès à l’eau. Il évite les vastes zones herbeuses comme les plaines et les prairies ou arborées comme les lisières de forêts, les steppes arbustives et les parcelles cultivées, privilégiant les aires rocailleuses à végétation basse et éparse.

## Alimentation
Le régime alimentaire a été décrit, de façon généraliste, comme un ensemble de petites graines, de feuilles, de pousses, de bourgeons et occasionnellement de fruits (Clement et al. 1993). Pourtant, une plante xérophile Anchusa aegyptiaca, borraginacée a été décrite et illustrée comme exploitée par le roselin du Sinaï (Ottaviani 2008).
Andrews (1996) ajoute que leur besoin d’eau les mettent souvent en contact avec
les constructions humaines où ils deviennent moins timides et exploitent même les déchets
de nourriture laissés par les touristes. Une fontaine, construite au-dessus de Wadi
Dana dans la réserve de la Jordan’s Royal Society for the Conservation of Nature’s Wildlands, attire des centaines d’oiseaux notamment en octobre car au printemps ils trouvent suffisamment d’eau naturelle. Aux troupes de roselins se mêlent des bulbuls d’Arabie (Pycnonotus xanthopygos), des étourneaux de Tristam (Onychognathus tristamii), des moineaux soulcies (Petronia petronia), des fauvettes à tête noire (Sylvia atricapilla) et des mésanges charbonnières (Parus major). .

## Mœurs
Shirihai (1989) a apporté une intéressante contribution à l’étude de ses mœurs dans le Sinaï et dans le sud d’Israël. Généralement, les adultes présentent une mue hivernale complète et les jeunes, en plumage de premier hiver, une mue partielle. Les mâles revêtent leur plumage rose au cours de leur second hiver mais il est probable qu’ils se reproduisent durant leur premier été, en plumage brun de type femelle. Cette observation explique pourquoi seulement 20 % des mâles observés sont en plumage rose. Ils sont sociables, formant en hiver des groupes de 10 individus et parfois jusqu’à 50. À la fin de l’hiver et au printemps, les groupes se divisent en couples et s’installent sur de petits territoires avec, en leur centre, les sources d’eau.

## Nidification
Shirihai (1989) ajoute que la saison de reproduction dans le Sinaï et dans le sud d’Israël
dure de fin-mars à mi-juin. Le nid est une coupe de brindilles et de feuilles avec un doux revêtement intérieur. Il est généralement placé dans une cavité de rocher mais parfois sur le sol. Les quatre à sept œufs sont essentiellement couvés par la femelle mais les jeunes sont nourris par les deux parents. L’incubation dure de 12 à 14 jours et les jeunes passent à peu près le même temps au nid.

## Statut
Au Moyen-Orient, l’espèce est peu commune et les effectifs varient sensiblement selon les années, notamment en Israël. Sa présence est plus régulière dans les montagnes derrière Eilat. Elle est plus abondante dans les montagnes du Sinaï, de la Jordanie et de l’Arabie Saoudite (Andrews 1996). En Chine, MacKinnon & Phillipps (2000) le donnent comme localement commun dans les montagnes arides entre 2000 et 3 500 m.